# 韓裔菲律賓人
韓裔菲律賓人，是指生活在菲律賓的朝鮮民族。菲律賓也是世界第九大和東南亞最大的韓僑聚居地，2013年，大韓民國外交部記錄了他們的人口為88102人。
許多韓國人被菲律賓被英語教育境和住房的成本低吸引而移民到菲律賓，溫暖的氣候是另一個原因。菲律賓也是韓國人退休養老的熱門目的地。菲律賓政府也積極推進，因有利經濟發展。同時也有北朝鮮人在菲律賓充當外勞。

## 歷史
朝鮮人定居菲律賓的歷史可以分為5個階段:
1):一直持續到二戰結束時，由只有幾個個別朝鮮人斷斷續續地進行，最早來到菲律賓的朝鮮人是早在公元8世紀統一新羅的張保皋，然而之後很少有進一步的接觸，直到在一千年後，在1837年，當金大建和另外兩名朝鮮天主教徒從澳門逃到菲律賓，他們生活在Lolomboy附近的一個修道院。在1935年左右，平安北道義州幾個朝鮮商人經越南抵達菲律賓，最後，一些朝鮮籍日本兵們與大日本帝國陸軍在太平洋戰爭時來到菲律賓，也有一些義州來的商人與當地女人結婚並留下來，他們中的一個商人朴雲華，在1969年建立朝鮮協會菲律賓公司，並發展成為全國最大的韓國企業。
2):韓國人定居在菲律賓第二波潮流是在朝鮮戰爭後，一些韓國女性(約30人)和菲律賓士兵丈夫在20世紀60年代移居到菲律賓，在1975年她們成立了母親協會。
3):第三階段，遷移開始採取更經濟的角色。隨著韓國經濟的增長，一些勞動密集型製造業公司在80年代把工廠開在菲律賓，這樣一來公司的管理人員和他們家人也移民菲律賓。
4):第四階段，在20世紀90年代韓國商人在菲律賓不只從事製造業，也從事進出口企業，餐館和建築公司，創立了朝鮮民族特有的商業協會。
5):第五階段，開始於20世紀90年代末和21世紀初，主要人員是學生，也標誌著各種韓國團體對菲律賓主流社會的越來越大的影響和參與。
在21世紀初，菲律賓也開始成為北朝鮮難民離開中國前往韓國的一個中轉站，黃長燁在1997年變節和2001年前往南韓也以菲律賓為中轉站。菲律賓政府繼續與韓國政府悄然合作允許難民中轉，但對北朝鮮難民定居的建議反應冷淡。